# Poneracantha
Poneracantha (лат.) — род муравьёв подсемейства Ectatomminae.

## Описание
Голова субквадратная или шире кпереди; передний край наличника обычно прямой; фронтальная поверхность мандибул обычно бороздчатая или шершавая; скапус обычно превосходит затылок; промезонотальный шов слабо вдавлен или отсутствует, никогда не прерывает дорсальную мезосомальную скульптуру; метанотальный шов хорошо вдавлен; проподеум обычно вооружен зубчиками или шипами; петиолярный узел низкий; форма субпетиолярного отростка изменчива, обычно выступает вперед, но иногда бывает субквадратной; метакоксальные зубцы обычно присутствуют, обычно заострённые; второй брюшной сегмент слегка изогнут вентрально. Усики рабочих и самок 12-члениковые. Жало развито.

## Распространение
Неотропика.

## Систематика
Включает около 20 видов, которых ранее с 1958 года включали в состав рода Gnamptogenys. В 2022 году род Gnamptogenys был разделён на несколько: Alfaria + Gnamptogenys + Holcoponera + Poneracantha + Stictoponera.
- Poneracantha banksi
- Poneracantha bispinosa
- †Poneracantha brunoi[4]
- Poneracantha cuneiforma
- Poneracantha enodis[6]
- Poneracantha ingeborgae
- Poneracantha insularis
- Poneracantha lanei
- Poneracantha laticephala
- Poneracantha lineolata
- Poneracantha lucaris
- Poneracantha mecotyle
- Poneracantha mediatrix
- Poneracantha menozzii
- Poneracantha perspicax
- Poneracantha rastrata
- Poneracantha semiferox
- Poneracantha triangularis